# Ekkehard Lieberam
Ekkehard Lieberam (* 21. August 1937 in Braunschweig) ist ein deutscher Staatsrechtler und Sachbuchautor.
Er leitete das Projekt Klassenanalyse@BRD des DKP-nahen politischen Vereins Marx-Engels-Stiftung von 2003 bis 2011 und ist Vorsitzender des Marxistischen Forums in Sachsen.

## Leben
Lieberam war SPD-Mitglied und übersiedelte am 1. März 1957 in die DDR. Dort war er Professor für Staatstheorie und Verfassungsrecht an der Akademie der Wissenschaften der DDR und am Institut für Internationale Studien der Karl-Marx-Universität Leipzig. Er war seit 1964 Mitglied der SED. 1989 PDS-Mitglied und heute Mitglied der Partei Die Linke.
Er war ab 1992 acht Jahre Mitarbeiter bzw. Referent für Rechtspolitik der PDS-Fraktion im Bundestag.
Neben seiner Tätigkeit als Wissenschaftler und Herausgeber arbeitet er als Autor und Kommentator u. a. für die Tageszeitung junge Welt.
Er ist Kritiker der Politik und Strategie der Partei Die Linke.

## Schriften (Auswahl)
- Die Zerstörung der Vereinigungsfreiheit in Westdeutschland und der Kampf der Volkskräfte für die Erhaltung, die verfassungsmäßige Sicherung und den Ausbau dieses Grundrechts. Leipzig 1965
- Griff nach der Notstandsdiktatur.  Leipzig 1966
- Politische und rechtliche Probleme der Anpassung des Parteienmechanismus an die neue Lage des Imperialismus der BRD. 1971
- Bundestagsparteien im politischen Machtmechanismus der BRD. Verlag Marxistische Blätter, Frankfurt am Main 1974, ISBN 978-3-88012-295-6.
- Krise der Regierbarkeit, ein neues Thema bürgerlicher Staatsideologie.  Verlag Marxistische Blätter, 1977
- Zu Ursachen des Scheiterns des europäischen Sozialismus. Berlin 2005
- Die dritte große Depression. Berlin 2009
- Arbeitende Klasse in Deutschland. Bonn 2011
- Krise und Manövrierfähigkeit der parlamentarischen Demokratie. Pad-Verlag, Bergkamen 2012
- Weltwirtschaftskrise als Zeitenwende – Krise oder Ende? Pad-Verlag, Bergkamen 2013
- Die Wiederentdeckung der Klassengesellschaft, Pad-Verlag, Bergkamen 2014, ISBN 978-3-88515-258-3.
- Rechte Geschichtspolitik unter linker Flagge. Berlin 2016
- Eine nationalistische, neoliberale Partei mit sozial eingefärbter Marktrhetorik. In: Wehret den Anfängen! Die AfD: Keine Alternative für Deutschland. edition berolina, Berlin 2017, ISBN 978-3-95841-078-7, S. 45 ff.
- Am Krankenbett der Linkspartei. Therapie: Mehr Marx als Murks. Pad-Verlag, Bergkamen 2019, ISBN 978-3-88515-298-9.
- Hundert Jahre Faschismus und Faschismusdebatten, Pad-Verlag, Bergkamen 2024, ISBN 978-3-88515-361-0